# Avante!
Avante! (¡Adelante!) es el periódico oficial del Partido Comunista Portugués (PCP). Fundado en 1931, continúa siendo publicado desde entonces. Avante! es el periódico publicado y distribuido ilegalmente durante más tiempo del mundo (desde febrero de 1931 a mayo de 1974). Da nombre, además, al festival anual que celebra el PCP. El lema de cabecera del periódico es ¡Proletarios de todos los países, uníos! y ha estado presente en cada una de sus ediciones. Su director actual es José Casanova.

## Historia

### Los primeros años
Su primera edición fue publicada el 15 de febrero de 1931, con un llamamiento al proletariado portugués a unirse a sus filas. No comenzó a publicarse regularmente hasta 1941, debido a la sistemática y dura represión del régimen fascista de Salazar contra el Partido Comunista. Esta consistió en numerosas detenciones de responsables del periódico, torturas y clausuras de imprentas ilegales.

### Años 40 y 50
A partir de agosto de 1941, gracias a una profunda reorganización del Partido, el periódico comenzó a publicarse, al menos, una vez al mes y la estructura responsable de la prensa fue situada estratégicamente en lugares lejanos, pudiendo evitar más favorablemente la censura y la represión. Avante! se convirtió en esa época en el único medio portugués en informar libremente del curso de la Segunda Guerra Mundial, y en especial de los avances del Ejército Rojo.
Durante los años 50 la represión anticomunista creció de nuevo, con Salazar protegido por la OTAN y los aliados occidentales, y realizó nuevas oleadas de detenciones, incluyendo al secretario general del PCP, Álvaro Cunhal, que pasó once años en la cárcel. En 1958 el PCP apoyó en las presidenciales a Humberto Delgado, utilizando las páginas de Avante! para la campaña.

### Los años 60
En 1961 comenzó la guerra en las colonias portuguesas de África: Angola, Mozambique y Guinea-Bissau. Avante! es uno de los pocos periódicos que dan voz a los sentimientos anticolonialistas de una gran parte de la sociedad portuguesa, informando de los acontecimientos políticos y militares que sucedían en las colonias. Avante! además informa sobre distintas protestas y manifestaciones contra la dictadura, entre ellas la importante Crisis Académica, un periodo de fuertes luchas estudiantiles. A finales de los años 60 son miles los portugueses presos por su oposición al régimen, y Avante! expresa regularmente su solidaridad con ellos.

### Los años 70
En 1974, después de 48 años de dictadura, la Revolución de los Claveles puso fin al régimen del Estado Novo. Una nueva etapa comenzaba en Portugal, y al ser reconocido el derecho a la libertad de expresión y prensa, la primera edición legal de Avante! salía a la calle el 17 de mayo de 1974, con la noticia de la entrada de los comunistas en el 1.er gobierno provisional. Durante el periodo revolucionario (1974/1975) la circulación del periódico llegó hasta los 500.000 ejemplares, convirtiéndose en uno de los medios de comunicación más populares entre los trabajadores. En 1976 tuvo lugar el primer festival de Avante!, convirtiéndose en todo un evento cultural y social para la época.

### Desde los 80
Los distintos gobiernos derechistas culminaron en los años 80 por echar atrás las distintas medidas socialistas del proceso revolucionario, mientras Avante! siguió denunciando esta situación y apoyando las distintas movilizaciones obreras y huelgas que se sucedieron.
A pesar de la caída de la URSS y el Pacto de Varsovia, y la consiguiente merma de influencia del PCP, Avante! sigue publicándose cada jueves y distribuyéndose entre los miles de militantes y simpatizantes del Partido.

## Secciones
Las secciones de las que se compone Avante! son:
- Portada
- Editorial
- Columnas de opinión
- Análisis
- Obituario de militantes del PCP

- Artículos sobre el PCP
- Artículos sobre el movimiento obrero
- Artículos sobre la actividad parlamentaria
- Artículos de Juventud

- Noticias nacionales
- Noticias europeas
- Noticias internacionales

- Artículos especiales
- Viñetas